# كريستين كينغ
كريستين كينغ (بالإنجليزية: Kristin King)‏ هي لاعبة هوكي الجليد أمريكية، ولدت في 21 يوليو 1979 في بيكوا في الولايات المتحدة.

## وصلات خارجية
- كريستين كينغ على موقع EliteProspects.com (الإنجليزية)
- كريستين كينغ على موقع أوليمبيديا (الإنجليزية)